# Stillwater (New York)
Stillwater est une ville de l'État américain de New York, située dans le comté de Saratoga. Selon le recensement de 2010, sa population est de 8 287 habitants.